# 黃培松

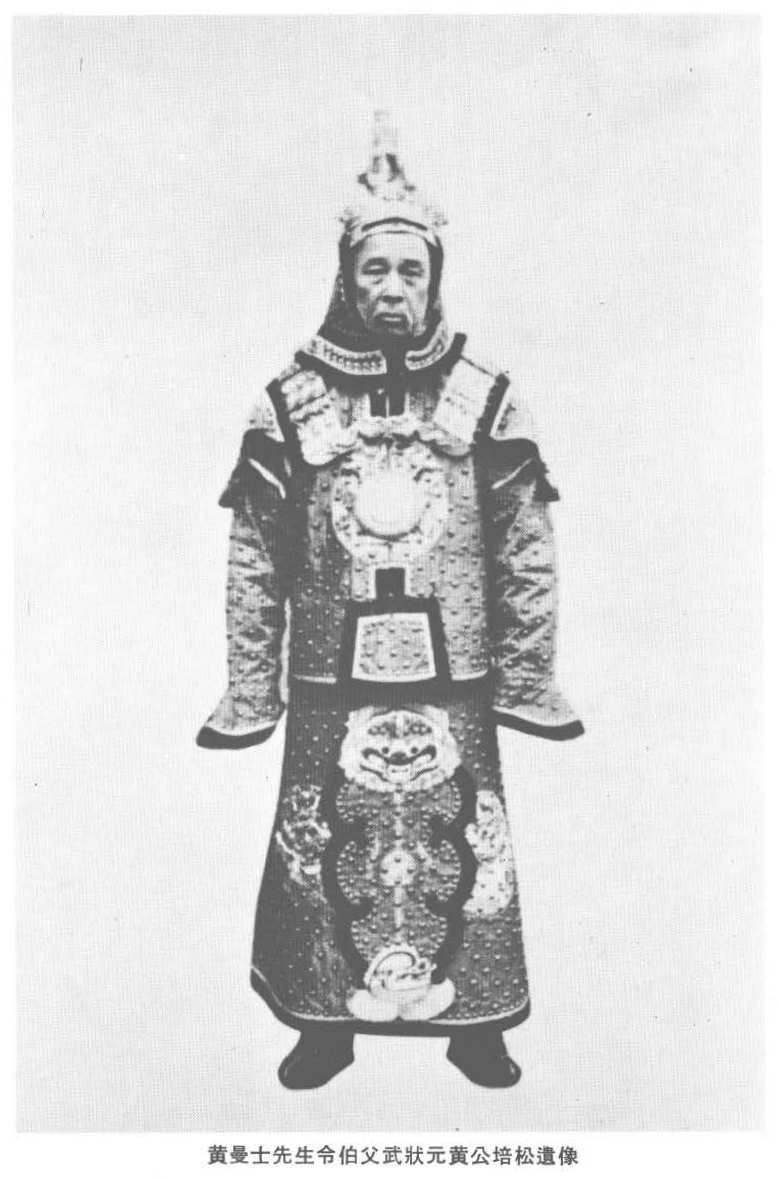
光緒六年庚辰科武狀元黃培松

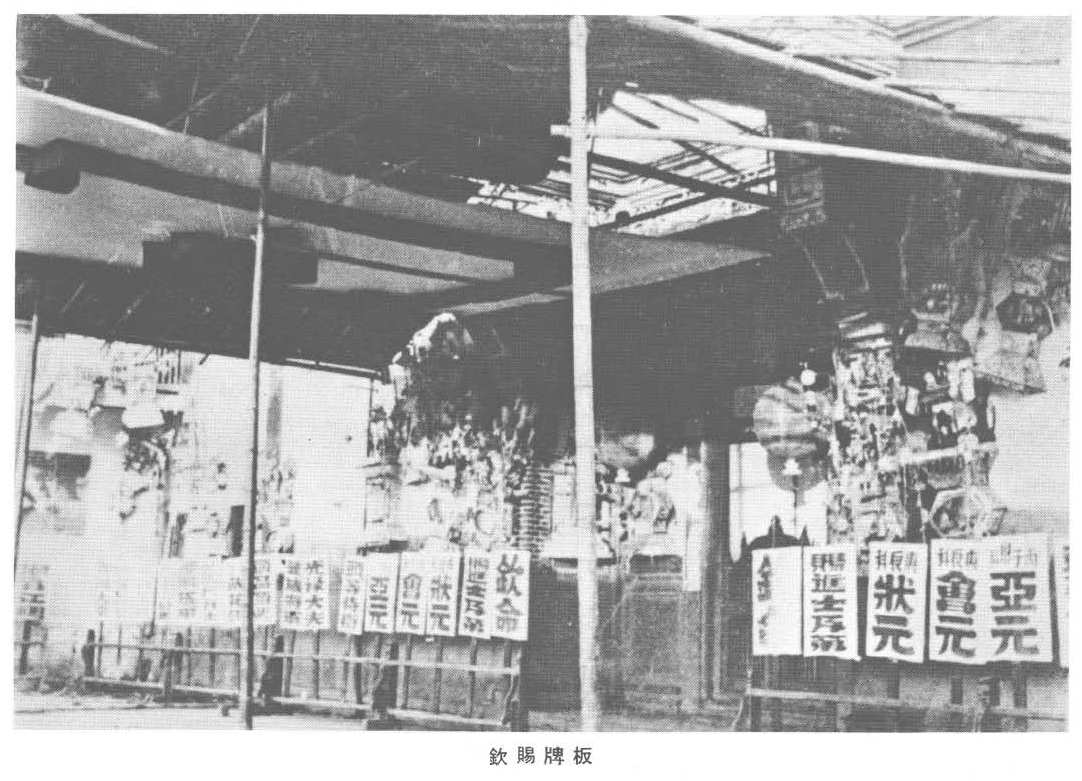
光緒六年庚辰科武狀元黃培松牌板

黃培松（1855年—1925年），又名尔琴，字贤礼，号菊三，福建南安人，祖籍安溪，清朝政治人物、军事将领。
清光绪二年（1876年）丙子科武闱，黄培松获乡试第二名（亚元）。光绪六年（1880年）九月，黄培松会试第一名（会元）后，殿试登武進士一甲第一名（状元），授頭等侍衛。光緒十四年，任廣西鬱林營參將（正三品）、南雄協副將（从二品）。光緒三十年，任廣東高州水陸總兵官。黃花崗之役時，不忍殺參與的台灣進士許南英之子許贊元而放之。
民国建立后（1913年7月），黄培松被袁世凯北洋政府召入北京授陆军中将，并任福建护军使。10月，任厦门要塞司令官，并裁去护军使。后又任福建漳泉总司令官。11月，部队被接收。 1914年，黄培松在惠安设立团练局。1915年，黄培松与厦门商会总理黄世金破坏革命，人称“二黄”。1918年9月，任会办福建全省清乡事宜。1919年12月，授将军。1922年9月，授培威将军。 
民国十二年（1923年），隐居厦门，倡建厦门江夏堂。民国十四年（1925年）夏，病卒于福州，葬鼓山。1926年7月，追赠陆军上将。